# Eidsvoll (stacja kolejowa)
Eidsvoll – stacja kolejowa w Eidsvoll, w gminie Eidsvoll w regionie Akershus w Norwegii, jest oddalona od Oslo o 67,5 km.

## Położenie
Jest końcową stacją linii Dovrebanen, ponadto leży na linii Hovedbanen. Leży na wysokości 127 m n.p.m. Nowy budynek stacji został oddany do użytku w roku 1998.

## Szybka kolej miejska
Jest końcową stacją linii SKM nr 450; obsługuje między innymi port lotniczy.
| Numer | Stacja początkowa | stacja końcowa |
| ----- | ----------------- | -------------- |
| 450   | Kongsberg         | Eidsvoll       |

- Pociągi linii 450 odjeżdżają co godzinę; od Asker jadą trasą Askerbanen a między Oslo a Lillestrøm jadą trasą Gardermobanen[2].

## Ruch lokalny
Stacja obsługuje bezpośrednie połączenia lokalne i dalekobieżne do Kongsvinger, Kongsberg, Oslo S, Lillehammer, Skien i Vestfold. Pociągi na tej trasie jeżdżą co godzinę w obie strony.

## Obsługa pasażerów
Kasa biletowa, poczekalnie, telefon publiczny, ułatwienia dla niepełnosprawnych, wózki bagażowe, parking 309 miejsc, parking rowerowy, kiosk, automat z żywnością, automatyczne skrytki bagażowe, przystanek autobusowy, postój taksówek. Prom do Bergen.